# Kuemmerling

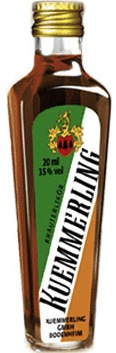
Flesje Kuemmerling, 20ml

Kuemmerling is de merknaam van een bitterzoete kruidenlikeur.
De bitters met 35% vol. alcohol worden sinds 1963 geproduceerd in Bodenheim (Mainz). Dagelijks worden daar tussen een half en een miljoen flessen gevuld, waaronder een groot percentage 0,02-liter flesjes.

## Geschiedenis
In 1921 begon Hugo Kümmerling in Deesbach (Thüringen) met het ontwikkelen van een kruidenlikeur. Het geheime recept werd bedacht in 1938. Sinds de jaren 50 is Kuemmerling wereldwijd, maar vooral in het voormalig oostblok, een veel gedronken drank.
Het onafhankelijke bedrijf Kuemmerling GmbH werd in 2001 overgenomen door Allied Domecq, maar bleef qua productie en leverantie wel in Duitse handen. In 2004 kwam er een tweede smaak Kuemmerling op de markt. Deze oranje(kleurige) variant is zoeter en heeft met 24% een aanzienlijk lager alcoholpercentage dan de originele Kuemmerling. Vooral vrouwen kiezen dit lichtere alternatief boven de traditionele flesjes.